# Martin Offiah
Martin (Chariot) Offiah (1,88 m pour 91 kg) est un ancien joueur anglais de rugby à XIII, né le 29 décembre 1965 à Hackney (Angleterre). Il jouait au poste d'ailier.
Après avoir débuté dans un club londonien de rugby à XV, il passe au rugby à XIII à la fin des années 1980, où il signe pour Widnes. En 1991, il rejoint les Wigan Warriors pour une somme record à cette époque (440,000£). Sous les couleurs « cherry and white », il remporte de nombreux titres, dont un World Club Challenge en 1991, quatre coupes d'Angleterre de rugby à XIII, cinq fois le championnat d'Angleterre, trois Regal Trophy et une coupe du Lancashire.
Offiah a joué 158 matches pour Wigan et a marqué 186 essais, soit plus d'un essai par match.
Lorsque, le rugby à XIII devient un sport d'été, il fait une pige à XV (10 matchs). En 1999, il joue pour les London Broncos avec qui il atteint la finale de la coupe d'Angleterre de rugby à XIII. Il termine sa carrière à XV avec les London Wasps. Il est considéré comme un des meilleurs ailiers de l'histoire du rugby à XIII avec 501 essais marqués en quatorze ans de carrière.
L'hymne du rugby anglais Swing Low, Sweet Chariot est chanté pour la première fois au stade de Twickenham pour l'entré en jeu d'Offiah lors du Middlesex Sevens en 1987en référence à son surnom "Chariot".
Il a été décoré du MBE (Membre de l'Ordre de l'Empire britannique) en 1997.

## Clubs
- Rosslyn Park FC
- Widnes (1987-1991)
- Wigan Warriors (1991-1996)
- London Broncos (1997-1999)
- Salford City Reds (2000-2001)
- London Wasps (2001-2002)

## Palmarès
- Collectif :
  - Vainqueur de la Coupe d'Europe : 1996 (Angleterre).
  - Vainqueur du World Club Challenge : 1989 (Widnes), 1994 et 1995 (Wigan).
  - Vainqueur du Championnat d'Angleterre : 1988, 1989 (Widnes), 1992, 1993, 1994, 1995 et 1996 (Wigan).
  - Vainqueur de la Coupe d'Angleterre : 1992, 1993, 1994 et 1995 (Wigan).
  - Finaliste de la Coupe du monde : 1992 (Grande-Bretagne) et 1995 (Angleterre).
  - Finaliste du Championnat d'Angleterre : 1997[2] (London Broncos).
  - Finaliste de la Coupe d'Angleterre : 1999 (London Broncos).

- Individuel :
  - Meilleur joueur du Championnat d'Angleterre : 1988 (Widnes).
  - Élu meilleur joueur de la finale de la Challenge Cup : 1992 et 1994 (Wigan).

## Sélections
- 33 capes avec la Grande-Bretagne